# Brahmaeops mniszechi
Brahmaeops mniszechi är en fjärilsart som beskrevs av Felder 1874. Brahmaeops mniszechi ingår i släktet Brahmaeops och familjen Brahmaeidae. Inga underarter finns listade i Catalogue of Life.